# Рыжий Пёс

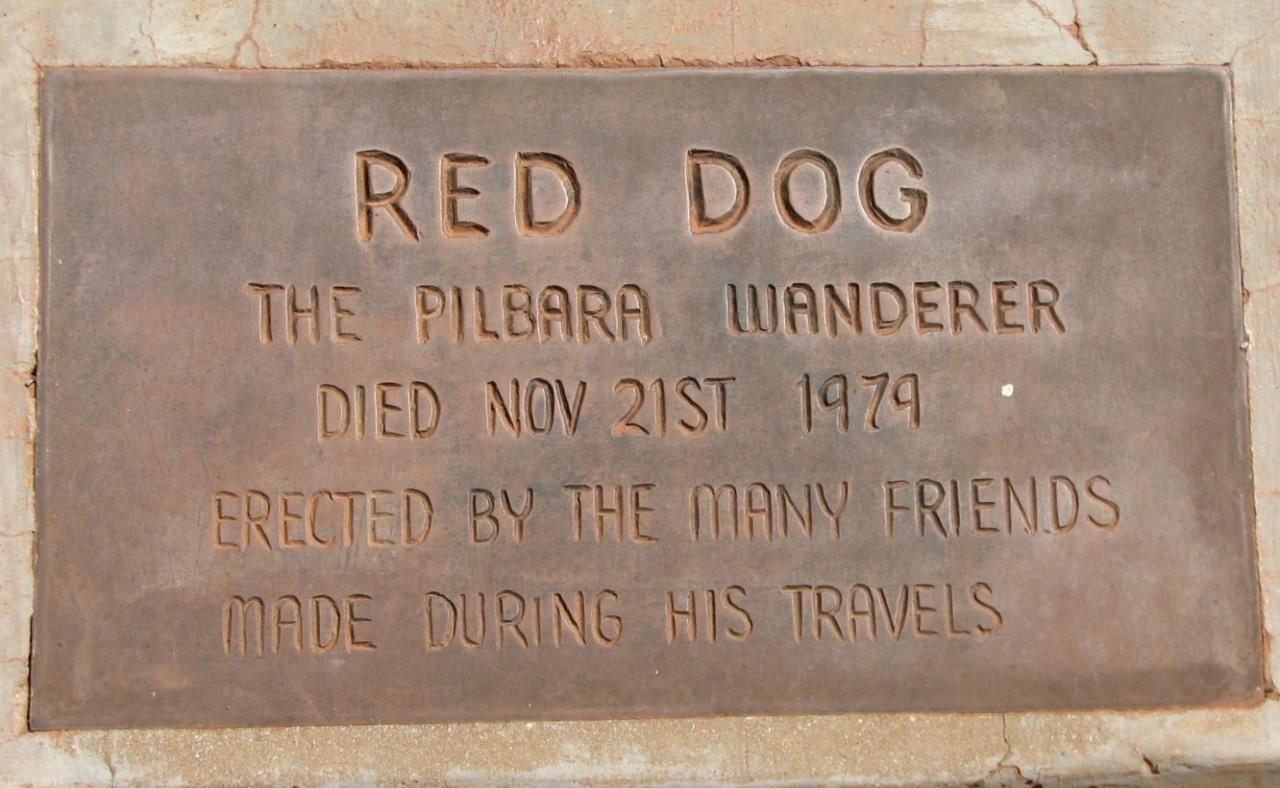
Пилбарский скиталец

Рыжий Пёс (англ. Red Dog; 1971 — 21 ноября 1979) — пёс, помесь австралийского келпи и австралийской пастушьей собаки, который был хорошо известен своими путешествиями по региону Пилбара. В память о нём была установлена статуя в Дампире, одном из городов, в котором он часто бывал. Рыжий Пёс также часто упоминается как «рыжий келпи».

## Биография
Рыжий пёс, как полагают, родился в Параберду в 1971 году. Люди называли его разными кличками: Бродяжка, Талли Хо и Пёс с Северо-Запада. Талли Хо была его первой кличкой, её псу дал местный житель Коль Каммингз. Он считается первым владельцем пса и именно он привёз пса в Дампир. Кличка Рыжий Пёс появилась из-за рыже-красной грязи в регионе Пилбара (хотя данная кличка является распространённым прозвищем красных келпи и овчарок).
Вторым владельцем Рыжего Пса был Джон Стаззонелли, водитель автобуса из компании «Hamersley Iron». С ним пёс проехал по Западной Австралии, посещая такие города, как Перт, Брум, Роборн, Пойнт-Самсон и Порт-Хедленд.
После смерти Стаззонелли в 1975 году Рыжий Пёс провёл много времени, путешествуя самостоятельно. Затем, по возвращении пса в Дампир, его приняли в члены местного спортивного и общественного клуба и профсоюза работников транспорта (англ. Transport Workers Union of Australia). Хотя пса очень любили, считается, что он был умышленно отравлен стрихнином. Рыжий Пёс был похоронен в безымянной могиле где-то в Роборне.

## Наследие
Вскоре после смерти Рыжего Пса австралийская писательница Нэнси Гиллеспи, услышав его историю от жителей Дампира, написала в 1983 году книгу «Рыжий Пёс: Пилбарский скиталец». История Рыжего Пса и статуя привлекли внимание людей, проезжающих через Дампир, в том числе британского писателя Луи де Берньера. Он написал книгу по мотивам истории Рыжего Пса. Фильм «Рыжий Пёс», снятый по мотивам книги Луи де Берньера, был выпущен в Австралии в августе 2011 года (режиссёр Крив Стендерс). Роль Рыжего Пса сыграл пёс Коко.